# Вери (кафе)

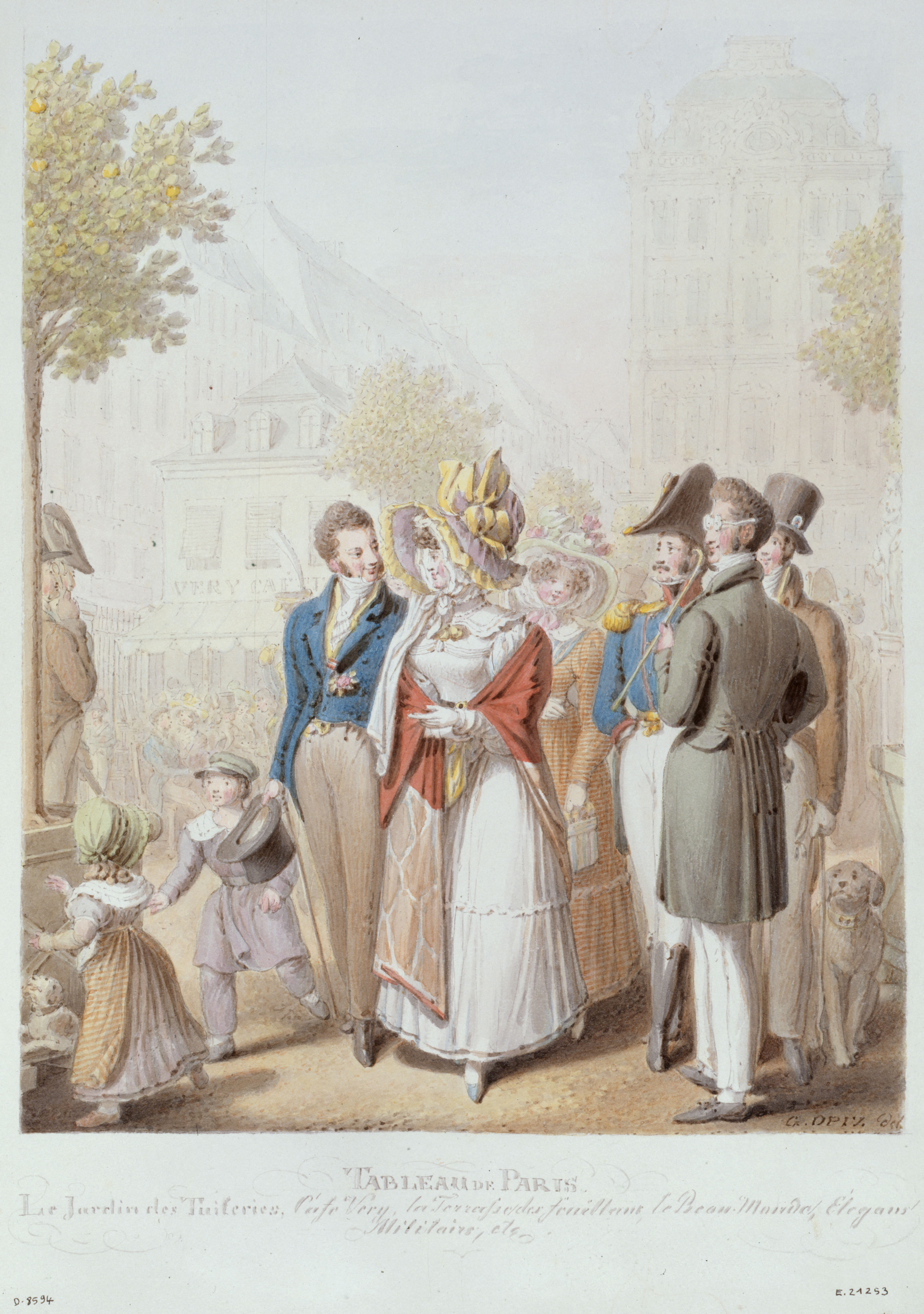
Георг Эмануэль Опиц. Рисунок из цикла «Картины Парижа» с изображением прогуливающихся людей в саду Тюильри. На заднем плане кафе Вери, 1831. Париж, Музей Карнавале

Кафе «Вери» (фр. Café Véry) — парижское кафе (ресторан), основанное братьями Вери в конце 1780-х годов. С 1805 по 1817 год ресторация размещалась на Террасе де Фейян в саду Тюильри, в специально построенном здании, что по тем временам было большой редкостью. В 1808 году, после того как старший брат Жан-Батист передал дело в руки Жана-Франсуа, заведение приобрело не только признание в Париже, но и международную славу. Репутация заведения стала ухудшаться в 1820-е годы, после того как в 1817 году отошёл от дел Жан-Франсуа, наживший к тому времени миллионное состояние и передавший дело своим трём племянникам. В 1850-е годы пришло в упадок и было поглощено соседним рестораном «Гран Вефур» (фр. Le Grand Véfour). Заведение неоднократно упоминалось в литературных произведениях, отчётах путешественников и мемуарах.

## История
Кафе было основано Жаном-Франсуа Вери (1759—1821) и его старшим братом Жаном-Батистом (1749—1809), родившимися в крестьянской семье в небольшой деревушке в современном департаменте Мёз. В 1787 году они приобрели помещения в галерее Пале-Рояль с целью размещения там меблированных комнат и кафе. Если первое предприятие совладельцев не увенчалось успехом, в связи с чем от него вскоре пришлось отказаться, то кафе стало успешным и со временем стало одним из наиболее известных в столице Франции.

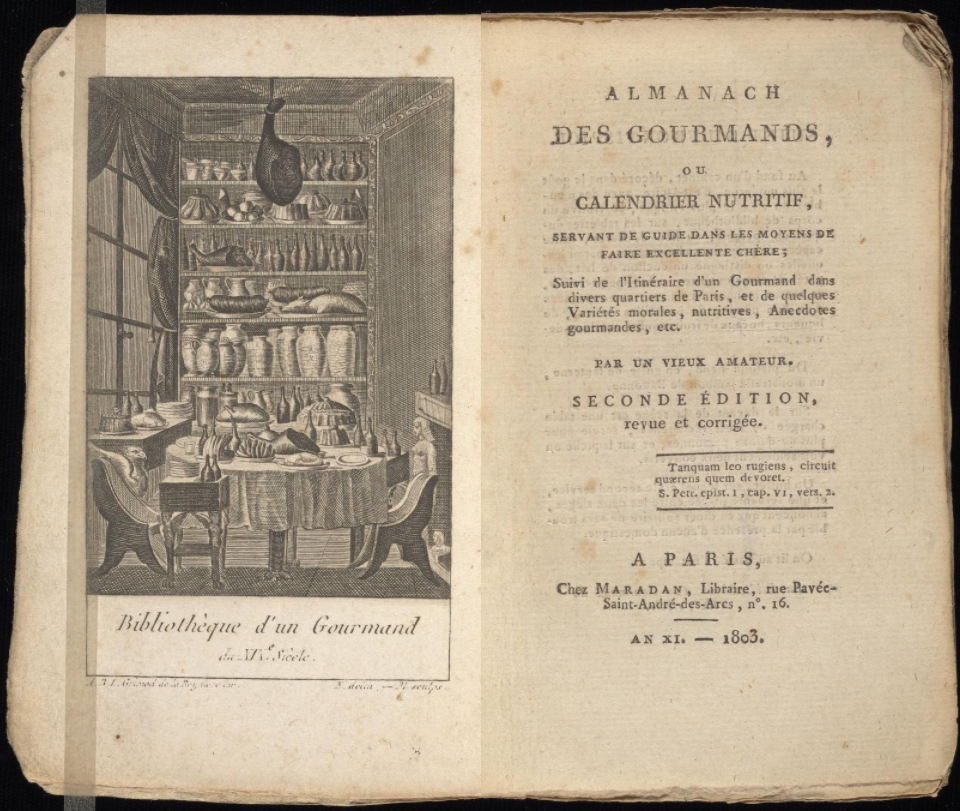
Титульная страница книги «Альманах Гурманов» (1803) Александра Бальтазара Гримо де Ла Реньера

Александр Бальтазар Гримо де Ла Реньер (1758—1837) в своем ежегодном издании: «Альманах Гурманов, призванный руководствовать любителями вкусно поесть. Сочинение старого знатока. Первый год, содержащий Календарь снеди и Гастрономический путеводитель, или Прогулку Гурмана по кварталам парижским» (вышло восемь выпусков, 1803—1812), описывая гастрономические заведения Пале-Рояля, отмечал «ресторацию господина Вери, которой красное дерево и зеркала, мрамор и бронза снискали репутацию одного из роскошнейших заведений парижских». Однако при этом сетовал на «непомерную роскошь кушаний» (за обед целый луидор — 24 франка), которая сказывалась на числе посетителей, что особенно бросалось на фоне соседей. В то время Вери обладал единоличной привилегией на продажу в саду Тюильри холодных ликёров, сорбетов и мороженого («посредственного» — по замечанию автора «Альманаха»). Для этих целей была выставлена специальная палатка, «ярко освещённая в течение всего лета, часто полна гостями; однако любителям пива туда входа нет, их господин Вери смиренно просит проследовать к нему в погреб». Через несколько лет де Ла Реньер отзывался о кафе в более лестных тонах, особо отмечая то, что в меню входило 127 блюд, а также различные дополнительные закуски и десерты, причём цены были вполне сопоставимы с конкурентами.
На волне успеха рестораторы Вери решили расширить дело, в связи с чем в 1805 году перенесли кафе в специально спроектированное и построенное здание на Террасу де Фейян (Terrasse de Feuillants) в саду Тюильри — в то время такой подход был новаторским, что сделало место единственным в своём роде. В 1808 году, после того как старший брат отошёл от дел, управление перешло в руки Жана-Франсуа, с деятельностью которого связывают расцвет ресторана; впрочем, на вывеске ещё некоторое время значилось — «братья Вери». В 1814—1815 годах заведение облюбовали офицеры коалиционных войск, оккупировавших Францию в 1814 году. С этими событиями связана нашумевшая история, когда некий немецкий офицер заявил, что желает отведать кофе в посуде, из которой никогда не пил француз: в ответ он получил свой напиток в ночном горшке.
Сохранилось множество свидетельств и отзывов, оставленных военными русской армии об их пребывании в заведении во время заграничного похода. Так, уже в день капитуляции Парижа один штабс-капитан писал в Санкт-Петербург, что он пробрался через толпу в Пале-Рояль в «средоточие шума, бегания, девок, новостей, роскоши, нищеты, разврата…», где в «лучшем кофейном доме или, вернее, ресторации у славного Verry, мы ели устрицы и запивали их шампанским за здравие нашего государя, доброго царя нашего». Другой представитель русской армии писал, что в кафе с побратимами они «спрыскивали» «войны торжественный шабаш».
Никогда не выезжавший из России Пушкин знал, тем не менее, отлично, что происходило во Франции. Газет, рассказов приезжавших из Франции было достаточно для него, чтобы интенсивно жить интересами Парижа. В этом отношении любопытны мелкие чёрточки из его произведений, свидетельствующие о степени внимания к событиям во Франции. Так, в шестой главе «Онегина» упоминается ресторан Véry, привлекавший в начале века гастрономов Парижа в гостеприимные сени Пале-Роаяля.
Прославленное место упоминается в романе Александра Пушкина «Евгений Онегин» (согласно авторскому примечанию «Вери» — «Парижский ресторатор») в начале шестой главы при характеристике дворянина Зарецкого. Секундант, впоследствии сыгравший роковую роль в дуэли Онегина и Владимира Ленского, в период наполеоновских войн напился и нелепым образом попал в плен к французам, но при этом весело проводил время в Париже: «Новейший Регул, чести бог, // Готовый вновь предаться узам, // Чтоб каждым утром у Вери // В долг осушать бутылки три». Предполагается, что возможной основой этих стихов могли послужить воспоминания русского офицера Морица Коцебу, попавшего в плен в августе 1812 года; ему было предписано французами на период войны находиться в Суасоне. По дороге туда он побывал в Париже, где направился в Пале-Рояль, о чём, среди прочего, оставил воспоминание о том, что был у «ресторатора Вери, который с тучною своею сожительницею целый день владычествовал в большом зеркальном зале над бифштексом с картофелем и котлетами a la marengo и пр.». Коцебу с одобрением отозвался о дешёвых устрицах, а также оставил отзыв о курительной комнате, которая была вся в дыму и нужно было быть очень привычным к табаку, чтобы вынести такие условия «хоть пять минут».
Владимир Набоков в своём комментарии «Евгения Онегина» привёл свои историко-культурные размышления о кафе применительно к стихам Пушкина о Зарецком:
Не могу понять, почему капитан Джессе в своём «Бруммеле» пишет «Verey» и почему Сполдинг (а вслед за ним Эльтон) предлагает написание «Verrey». В «Физиологии вкуса» Ансельма Брийа-Саварэна (Anthelme Brillat-Savarin, «Physiologie du goût», 1825) упоминаются восхитительные entrées truffées [закуска из трюфелей], которые подавались у братьев Вери. Леди Сидни Морган, щеголявшая беглым, но ужасающим французским (изобилующим ошибками и идиомами, употреблёнными без всякого идиоматического контекста), сообщает в 1818 г. в своём дневнике «Отрывки из моей автобиографии» («Passages from my Autobiography». London, 1859, p. 52), что её водили «обедать к Вери, в сады Тюильри».
Также Набоков упомянул кафе в апреле 1964 года в разгромной статье «Бренча на клавикордах» (Pounding the Clavichord), в которой резко отозвался о переводе «Евгения Онегина», выполненного Уолтером Арндтом. Набоков привёл фрагмент о кафе как один из примеров «ляпов», «вопиющих ошибок» в тексте перевода. Так, у Арндта получилось, что французский ресторатор Вери обосновался в российской глубинке, где его заведение посещал Зарецкий.
Репутация заведения стала ухудшаться в 1820-е годы, после того как от дел отошёл Жан-Франсуа Вери, наживший миллионное состояние и передавший дело своим трём племянникам. О падении реноме Very красочно поведал английский писатель Эдуард Булвер-Литтон в романе «Пелэм, или Приключения джентльмена» (1828). По словам заглавного героя, к тому времени Вери «перестал быть королём парижских кулинаров», что искушённый в кулинарии денди связывал с пагубным влиянием разношерстной публики, прежде всего из числа его английских соплеменников, особенно незнатного происхождения: «Может ли официант, может ли повар уважать людей, которые не заказывают супа и начинают обед с жаркого; не умеют отличить изысканное кушанье от грубого, почки едят не к завтраку, а к обеду, восхищаются соусом Робер и свиными ножками; неспособны по вкусу безошибочно определить, высшего ли качества боунское вино и не изготовлено ли фрикасе из вчерашних цыплят<…>». Закончил свою тираду аристократ Пелэм следующим образом: «О англичане, англичане! Почему вы не остаётесь на своём острове, почему не можете, объевшись йоркширским пудингом, умирать от апоплексического удара у себя на родине?».
До 1840-х годов ресторация была одной из наиболее известных заведений Парижа, и о ней в 1830-е годы одобрительно отзывались некоторые французские и зарубежные гурманы. В «золотой век» кафе славилось своими антре с трюфелями и треской а ля провансаль. В кафе предлагалось 7 видов супов, 12 паштетов, 28 рыбных блюд (включая устрицы), 25 разновидностей закусок, 15 основных блюд из говядины, 21 из птицы, 28 из телятины, 20 из баранины, 48 антреме, 21 десерт. Винная карта включала 22 сорта красного вина и 17 — белого.
В середине 1840-х годов заведение могло похвастаться 300-ми блюдами. Французский прозаик Оноре де Бальзак, известный любитель вкусно поесть, неоднократно там бывал и описал ресторан на страницах нескольких книг, в частности, в романах «Утраченные иллюзии» (1836—1843), «Дочь Евы» (1838—1839). В первом из них проводится сравнение с непритязательной харчевней Фликото в студенческом Латинском квартале: «Бараньи котлеты, говяжья вырезка занимают в меню этого заведения такое же место, какое у Вери отведено глухарям, осетрине, яствам необычным, какие необходимо заказывать с утра». По сюжету книги, прибывший в Париж честолюбивый провинциал Люсьен де Рюбампре решает посетить прославленный ресторан, где в одиночестве проводит время: «Бутылка бордо, остендские устрицы, рыба, куропатка, макароны, фрукты были nec plus ultra [крайним пределом] его желаний. Он наслаждался скромным пиршеством и мечтал вечером отличиться умом перед маркизою д’Эспар и богатством духовных сокровищ искупить убожество шутовского наряда. Его мечтания были нарушены суммою счёта, достигшей пятидесяти франков; а он полагал, что в Париже ему этих денег достанет надолго. В Ангулеме на пятьдесят франков, которые он истратил на обед, можно было бы прожить целый месяц». Он настолько был впечатлён своими непомерными расходами в «Вери», что решил избегать это «капище». В 1835 году русский писатель и издатель Николай Греч застал в заведении Бальзака, который был там как у себя дома. В «Путевых письмах из Англии, Германии и Франции» Греч писал, что прославленный писатель «ел и пил с аппетитом, много разговаривал и смеялся, не обращая внимания на других посетителей ресторана». Также известно, что один из издателей автора «Человеческой комедии» организовал в честь него богатый обед с роскошными блюдами (остендские устрицы; котлеты из барашков с солёных (приморских) лугов и болот; утка с репой; жареные куропатки, морской язык и т. д.).
Кафе прекратило самостоятельное существование в 1859 году, после того как последний владелец, Франсуа Менье-Вери, продал его конкурентам — владельцам соседнего ресторана «Гран Вефур» (Le Grand Véfour), которые объединили кафе со своим заведением. Этот ресторан сумел сохранить свою высокую репутацию и продолжил работать в XXI веке. По другим сведениям, превращение некогда знаменитого кулинарного заведения в кафе с комплексными обедами, ставшее частью Вефура, имело место спустя десять лет — в 1869 году.